# Nikolaj Nosov
Nikolaj Nikolajevič Nosov (rusky Николай Николаевич Носов, 22. listopadu 1908 Kyjev – 26. července 1976 Moskva) byl ruský autor dětských knih. Nejznámějšími jsou knihy o Neználkovi, které byly i několikrát zfilmovány.
Narodil se v rodině estrádního umělce. V letech 1927–1929 studoval uměleckou školu v Kyjevě, poté přešel na filmový institut v Moskvě. Po dokončení studia v roce 1932 nastoupil jako režisér kreslených a populárně naučných filmů v Moskvě. Zde pracoval do roku 1951.
První povídku (Víťa Malejev ve škole i doma) publikoval v roce 1938, v následujících letech psal řadu dalších povídek i románů pro děti. V jeho knihách je obvykle hlavní postavou naivní dítě.

## Fotogalerie

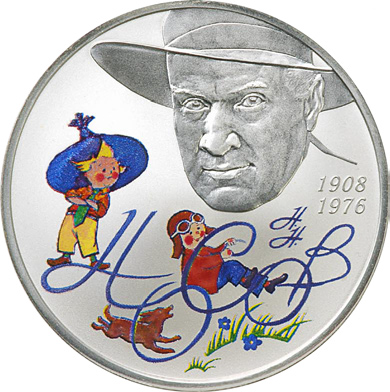
N. N. Nosov (2008)
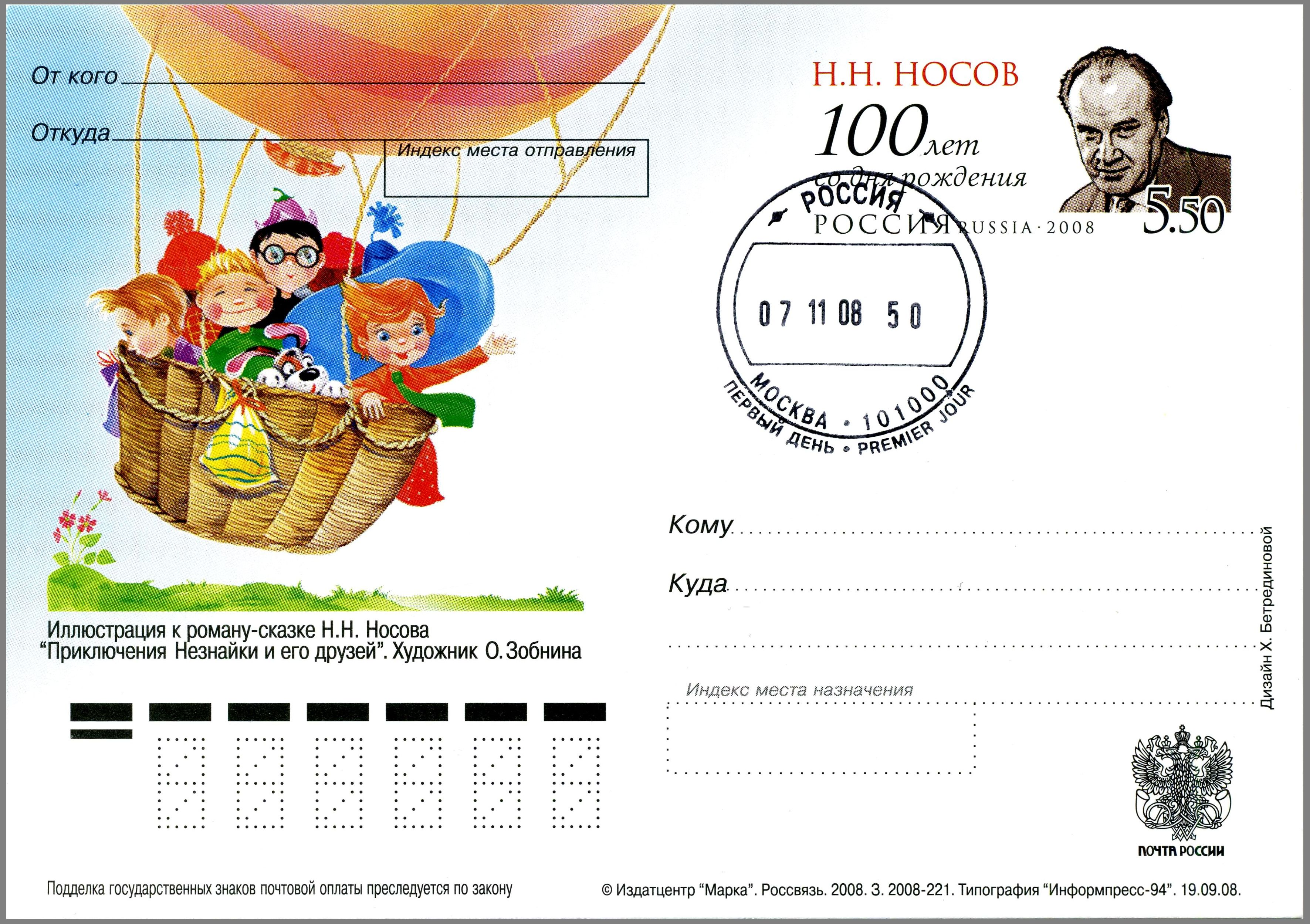
N. N. Nosov na pohlednici (2008)